# Reykjarfjarðarkambur
Reykjarfjarðarkambur är en ås i republiken Island. Den ligger i regionen Västfjordarna, 200 km norr om huvudstaden Reykjavík.